# Oplyst enevælde
Oplyst enevælde er en betegnelse for en politisk styreform, der især herskede i oplysningstiden i slutningen af 1700-tallet.
Her forsøgte en række enevældige herskere, især i Europa, at bruge deres magt til at indføre reformer der skulle fremme de lavere samfundsklassers lykke og velfærd. Tanken bag deres enevælde er, at de skal være gode og fornuftige mennesker, der således ved, hvad der tjener folket og landet bedst. Til gengæld svarer de kun over for Gud.